# Açude Pacajus
Açude Pacajus é um açude brasileiro no estado do Ceará.
Está construído sobre o leito do rio Choró, nos município de Pacajus e Chorozinho.
Foi construído pela Companhia de Água e Esgoto do Ceará (Cagece), em 1993.
Sua capacidade é de 240.000.000 m³.